# Бета (слово)
Бета (велико слово Β, мало слово β, интерно ϐ; стгрч. βῆτα, грч. βήτα) је друго слово грчког алфабета. У систему грчких бројева има вредност 2. Изведено је из феничанског слова бет . Слова која су настала из бете су латиничко  и ћириличка  и .
У штампи високог квалитета се понекад користи варијанта слова која нема descender изузев на почетку речи: βίβλος се пише βίϐλος. Мало слово ϐ је уобичајено у писању руком.

## Употребе

### Грчки језик
У античком грчком, слово бета је представљало звучни билабијални плозив  (βῆτα bêta). У модерном грчком, оно означава звучни лабиодентални фрикатив .

## Рачунарско кодирање карактера
- Грчко бета

| Знак                      | Β                         | Β                         | β                       | β                       | ϐ                 | ϐ                 | ᵝ                          | ᵝ                          | ᵦ                                 | ᵦ                                 |
| ------------------------- | ------------------------- | ------------------------- | ----------------------- | ----------------------- | ----------------- | ----------------- | -------------------------- | -------------------------- | --------------------------------- | --------------------------------- |
| Назив у Уникоду           | GREEK CAPITAL LETTER BETA | GREEK CAPITAL LETTER BETA | GREEK SMALL LETTER BETA | GREEK SMALL LETTER BETA | GREEK BETA SYMBOL | GREEK BETA SYMBOL | MODIFIER LETTER SMALL BETA | MODIFIER LETTER SMALL BETA | GREEK SUBSCRIPT SMALL LETTER BETA | GREEK SUBSCRIPT SMALL LETTER BETA |
| Врста кодирања            | децимална                 | хексадецимална            | децимална               | хексадецимална          | децимална         | хексадецимална    | децимална                  | хексадецимална             | децимална                         | хексадецимална                    |
| Уникод                    | 914                       | U+0392                    | 946                     | U+03B2                  | 976               | U+03D0            | 7517                       | U+1D5D                     | 7526                              | U+1D66                            |
| UTF-8                     | 206 146                   | CE 92                     | 206 178                 | CE B2                   | 207 144           | CF 90             | 225 181 157                | E1 B5 9D                   | 225 181 166                       | E1 B5 A6                          |
| Нумеричка референца знака | &#914;                    | &#x392;                   | &#946;                  | &#x3B2;                 | &#976;            | &#x3D0;           | &#7517;                    | &#x1D5D;                   | &#7526;                           | &#x1D66;                          |
| Нумеричка референца знака | &Beta;                    | &Beta;                    | &beta;                  | &beta;                  |                   |                   |                            |                            |                                   |                                   |
| DOS Greek                 | 129                       | 81                        | 153                     | 99                      |                   |                   |                            |                            |                                   |                                   |
| DOS Greek-2               | 165                       | A5                        | 215                     | D7                      |                   |                   |                            |                            |                                   |                                   |
| Windows 1253              | 194                       | C2                        | 226                     | E2                      |                   |                   |                            |                            |                                   |                                   |
| TeX                       |                           |                           | \beta                   | \beta                   |                   |                   |                            |                            |                                   |                                   |

- Латиничко бета

| Знак                      | Ꞵ                         | Ꞵ                         | ꞵ                       | ꞵ                       |
| ------------------------- | ------------------------- | ------------------------- | ----------------------- | ----------------------- |
| Назив у Уникоду           | LATIN CAPITAL LETTER BETA | LATIN CAPITAL LETTER BETA | LATIN SMALL LETTER BETA | LATIN SMALL LETTER BETA |
| Врста кодирања            | децимална                 | хексадецимална            | децимална               | хексадецимална          |
| Уникод                    | 42932                     | U+A7B4                    | 42933                   | U+A7B5                  |
| UTF-8                     | 234 158 180               | EA 9E B4                  | 234 158 181             | EA 9E B5                |
| Нумеричка референца знака | &#42932;                  | &#xA7B4;                  | &#42933;                | &#xA7B5;                |

- бета

| Знак                      | ㌼           | ㌼             |
| ------------------------- | ------------ | -------------- |
| Назив у Уникоду           | SQUARE BEETA | SQUARE BEETA   |
| Врста кодирања            | децимална    | хексадецимална |
| Уникод                    | 13116        | U+333C         |
| UTF-8                     | 227 140 188  | E3 8C BC       |
| Нумеричка референца знака | &#13116;     | &#x333C;       |

- Математичко бета

| Знак                      | 𝚩                              | 𝚩                              | 𝛃                            | 𝛃                            | 𝛣                                | 𝛣                                | 𝛽                              | 𝛽                              | 𝜝                                     | 𝜝                                     | 𝜷                                   | 𝜷                                   |
| ------------------------- | ------------------------------ | ------------------------------ | ---------------------------- | ---------------------------- | -------------------------------- | -------------------------------- | ------------------------------ | ------------------------------ | ------------------------------------- | ------------------------------------- | ----------------------------------- | ----------------------------------- |
| Назив у Уникоду           | MATHEMATICAL BOLD CAPITAL BETA | MATHEMATICAL BOLD CAPITAL BETA | MATHEMATICAL BOLD SMALL BETA | MATHEMATICAL BOLD SMALL BETA | MATHEMATICAL ITALIC CAPITAL BETA | MATHEMATICAL ITALIC CAPITAL BETA | MATHEMATICAL ITALIC SMALL BETA | MATHEMATICAL ITALIC SMALL BETA | MATHEMATICAL BOLD ITALIC CAPITAL BETA | MATHEMATICAL BOLD ITALIC CAPITAL BETA | MATHEMATICAL BOLD ITALIC SMALL BETA | MATHEMATICAL BOLD ITALIC SMALL BETA |
| Врста кодирања            | децимална                      | хексадецимална                 | децимална                    | хексадецимална               | децимална                        | хексадецимална                   | децимална                      | хексадецимална                 | децимална                             | хексадецимална                        | децимална                           | хексадецимална                      |
| Уникод                    | 120489                         | U+1D6A9                        | 120515                       | U+1D6C3                      | 120547                           | U+1D6E3                          | 120573                         | U+1D6FD                        | 120605                                | U+1D71D                               | 120631                              | U+1D737                             |
| UTF-8                     | 240 157 154 169                | F0 9D 9A A9                    | 240 157 155 131              | F0 9D 9B 83                  | 240 157 155 163                  | F0 9D 9B A3                      | 240 157 155 189                | F0 9D 9B BD                    | 240 157 156 157                       | F0 9D 9C 9D                           | 240 157 156 183                     | F0 9D 9C B7                         |
| UTF-16                    | 55349 57001                    | D835 DEA9                      | 55349 57027                  | D835 DEC3                    | 55349 57059                      | D835 DEE3                        | 55349 57085                    | D835 DEFD                      | 55349 57117                           | D835 DF1D                             | 55349 57143                         | D835 DF37                           |
| Нумеричка референца знака | &#120489;                      | &#x1D6A9;                      | &#120515;                    | &#x1D6C3;                    | &#120547;                        | &#x1D6E3;                        | &#120573;                      | &#x1D6FD;                      | &#120605;                             | &#x1D71D;                             | &#120631;                           | &#x1D737;                           |

| Знак                      | 𝝗                                         | 𝝗                                         | 𝝱                                       | 𝝱                                       | 𝞑                                                | 𝞑                                                | 𝞫                                              | 𝞫                                              |
| ------------------------- | ----------------------------------------- | ----------------------------------------- | --------------------------------------- | --------------------------------------- | ------------------------------------------------ | ------------------------------------------------ | ---------------------------------------------- | ---------------------------------------------- |
| Назив у Уникоду           | MATHEMATICAL SANS-SERIF BOLD CAPITAL BETA | MATHEMATICAL SANS-SERIF BOLD CAPITAL BETA | MATHEMATICAL SANS-SERIF BOLD SMALL BETA | MATHEMATICAL SANS-SERIF BOLD SMALL BETA | MATHEMATICAL SANS-SERIF BOLD ITALIC CAPITAL BETA | MATHEMATICAL SANS-SERIF BOLD ITALIC CAPITAL BETA | MATHEMATICAL SANS-SERIF BOLD ITALIC SMALL BETA | MATHEMATICAL SANS-SERIF BOLD ITALIC SMALL BETA |
| Врста кодирања            | децимална                                 | хексадецимална                            | децимална                               | хексадецимална                          | децимална                                        | хексадецимална                                   | децимална                                      | хексадецимална                                 |
| Уникод                    | 120663                                    | U+1D757                                   | 120689                                  | U+1D771                                 | 120721                                           | U+1D791                                          | 120747                                         | U+1D7AB                                        |
| UTF-8                     | 240 157 157 151                           | F0 9D 9D 97                               | 240 157 157 177                         | F0 9D 9D B1                             | 240 157 158 145                                  | F0 9D 9E 91                                      | 240 157 158 171                                | F0 9D 9E AB                                    |
| UTF-16                    | 55349 57175                               | D835 DF57                                 | 55349 57201                             | D835 DF71                               | 55349 57233                                      | D835 DF91                                        | 55349 57259                                    | D835 DFAB                                      |
| Нумеричка референца знака | &#120663;                                 | &#x1D757;                                 | &#120689;                               | &#x1D771;                               | &#120721;                                        | &#x1D791;                                        | &#120747;                                      | &#x1D7AB;                                      |